# Hotchkiss Mle 1909
La Hotchkiss Modèle 1909 (detta anche Hotchkiss Mark I e M1909 Benét–Mercié) è una mitragliatrice leggera francese, progettata e realizzata dalla Hotchkiss et Cie nei primi anni del XX secolo.

## Storia

### Sviluppo
La Mle 1909 nacque in risposta ad un requisito francese per fornire ai fanti un'arma automatica di supporto leggera, con la quale equipaggiare principalmente la cavalleria. Negli anni immediatamente precedenti la Grande Guerra infatti le mitragliatrici erano armi pesanti, che richiedevano numerosi serventi per il trasporto e l'impiego.
L'arma, progettata da Lawrence Benét e Henri Mercié, era una versione migliorata, più leggera e compatta, della mitragliatrice media Hotchkiss, della quale riprendeva l'azione a sottrazione di gas ed il sistema di alimentazione a piastrine, anche se invertito rispetto alla precedente.
L'arma fu oggetto di ulteriori modifiche e miglioramenti nel periodo interbellico. In particolare le derivate Hotchkiss Mle 1922/24/26 furono utilizzate durante la seconda guerra mondiale.

### Produzione
L'arma venne adottata dall'esercito francese nel 1908 come Mitrailleuse Hotchkiss Modèle 1909, in calibro 8 mm Lebel.
Nel 1909 l'arma venne adottata anche dagli Stati Uniti d'America come Benét–Mercié Machine Rifle, Caliber .30 U.S. Model of 1909, camerata per la munizione .30-06: il nome era composto dal nome dell'azienda produttrice Hotchkiss, fondata dall'americano Benjamin Berkeley Hotchkiss, da quello dei due progettisti e dal sistema di designazione americano dell'epoca, basato sull'anno di adozione. Il nome ufficiale era anche abbreviato in M1909 e M1909 Benét–Mercié. Le 670 armi realizzate per l'esercito statunitense furono prodotte sia direttamente dalla Hotchkiss che su licenza dalla Colt e dalla Springfield Armory.
La versione in calibro .303 venne adottata nel 1916 dalla Gran Bretagna come Hotchkiss Mark I, ufficialmente per la cavalleria. Venne prodotta dalla Royal Small Arms Factory di Enfield, che introdusse alcune piccole modifiche (oltre al calibro): un'impugnatura a pistola separata con un calcio metallico staccabile semplificato, mentre il bipiede venne sostituito da un leggero e compatto tripode; venne inoltre introdotto un maniglione di trasporto; grazie al calcio semplificato e alla canna accorciata, l'arma era un po' più leggera e compatta delle equivalenti francesi ed americane.

### Impiego operativo
La Francia impiegò l'arma durante la prima guerra mondiale. L'esercito britannico impiegò, in questa guerra, tre differenti tipi di mitragliatrice: la mitragliatrice media Vickers, la Hotchkiss per la cavalleria e i carri armati e la Lewis per la fanteria. Nei carri la Hotchkiss veniva installata priva di calcio, mentre la versione da cavalleria e fanteria impiegava nastri semi-rigidi invece delle piastrine. L'Australian Light Horse, la New Zealand Mounted Rifles Brigade e l'Imperial Camel Corps impiegarono le Hotchkiss nella campagna del Sinai e della Palestina del 1915-1917.
Le armi americane ebbero il battesimo del fuoco durante il raid del 1916 in Messico contro le forze di Pancho Villa; in questa occasione quattro armi fallirono nel supportare le truppe durante l'attacco notturno ai Villisti: i percussori e gli estrattori si rompevano frequentemente, mentre la difficoltà di sostituzione delle parti danneggiate e gli inceppamenti causati dall'errato verso di inserimento delle piastrine in condizioni di oscurità valsero all'arma il soprannome di Daylight gun, arma da giorno. Dopo l'entrata degli Stati Uniti nella Grande Guerra, le armi non furono impiegate sul campo ma servirono ad addestrare le truppe prima del loro invio in Europa.
Tra la prima guerra mondiale e gli anni venti l'arma venne adottata anche da altri paesi, tra i quali Belgio, Spagna, Brasile e Svezia.

## Tecnica
La Mle 1909 era un'arma con azione a sottrazione di gas, raffreddata ad aria, con una gittata massima di 3.800 m, pesante 12 kg. La Hotchkiss era formata da solo 25 componenti. La canna era avvolta da una serie di anelli che dissipavano il calore. Il gas era spillato in un cilindro posto sotto alla canna, con un pistone a lunga corsa; il sistema poteva essere regolato manualmente su diverse posizioni per aumentare o diminuire la cadenza di tiro. L'arma sparava a otturatore aperto, un accorgimento che favoriva il raffreddamento e soprattutto impediva l'autoaccensione. Il sistema di alimentazione era invertito rispetto a quello della Hotchkiss media: le piastrine da 24 colpi, con le cartucce sul lato inferiore della stessa, venivano inserite dal lato destro del castello; la piastrina veniva espulsa dopo l'ultimo colpo, lasciando così l'otturatore in apertura; l'introduzione di una nuova piastrina carica riportava l'otturatore in chiusura e l'arma poteva continuare automaticamente il fuoco. In seguito venne adottato un sistema di alimentazione a nastri metallici semirigidi, formati da 84 piastrine da 3 colpi, unite una di seguito all'altra, per un totale di 251 colpi. I manuali consigliavano una pausa dopo 300 colpi a fuoco continuo, per consentire il raffreddamento della canna, ma affermavano anche che, in situazioni di emergenza, si potevano sparare 1.000 colpi in fuoco continuo senza significativi danni all'arma.
La chiusura della camera di scoppio era effettuata da un dado rotante. Questo era situato intorno alla culatta e presentava una filettatura interrotta sulla superficie interna. La rotazione del dado era comandata da una camma, che sporgeva inferiormente e ingaggiava un intaglio sull'asta del pistone del gas. Dopo lo sparo, il pistone arretrava e l'intaglio agiva sulla camma ruotando in senso orario il dado, la cui filettatura interrotta si disingaggiava dalle corrispondenti filettature sulla testa dell'otturatore. Una volta che la rotazione e lo sblocco erano completati, il pistone continuava la sua corsa retrograda arretrando l'otturatore per completare l'espulsione del bossolo. La leva d'armamento era un pezzo separato e sporgeva dal retro del castello; essa non scorreva durante il fuoco e inoltre ruotandola si selezionava il fuoco sul funzionamento semiautomatico o completamente automatico.
L'arma montava un bipiede sulla canna presso la volata, mentre altre versioni furono dotate anche di un piccolo tripode, fissato sotto la canna e trasportabile insieme all'arma, diversamente dai pesanti tripodi del periodo. I comandi dell'arma erano costituiti da un calcio in legno con impugnatura a pistola, piastrina poggia-spalla e puntalino a vite, terminante con due piccoli piedi. La Mark I britannica aveva invece un leggero calcio metallico e impugnatura a pistola separata. Le mire metalliche erano costituite da un mirino in volata e da un alzo a cursore.

## Utilizzatori
- Austria-Ungheria
- Australia
- Belgio
- Brasile
- Francia
- Irlanda
- Nuova Zelanda
- Cina
- Spagna
- Regno Unito
- Svezia
- Stati Uniti
- Italia

## Galleria d'immagini

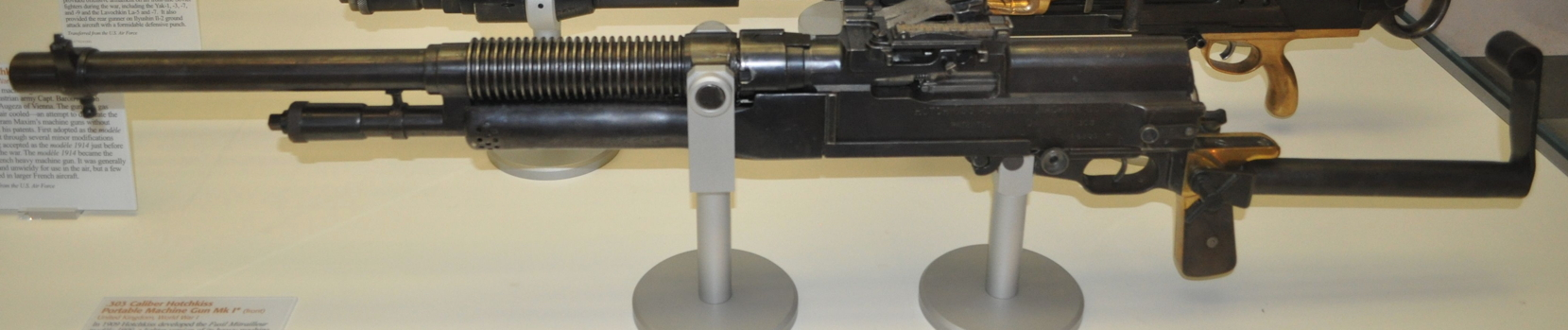
Una Hotchkiss Mark I britannica in .303 British
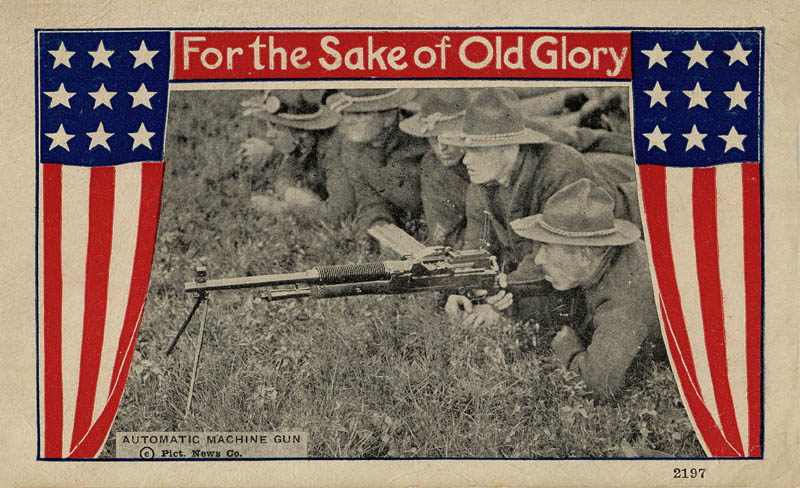
Cartolina celebrativa. Soldati americani sparano con una Hotchkiss M1909
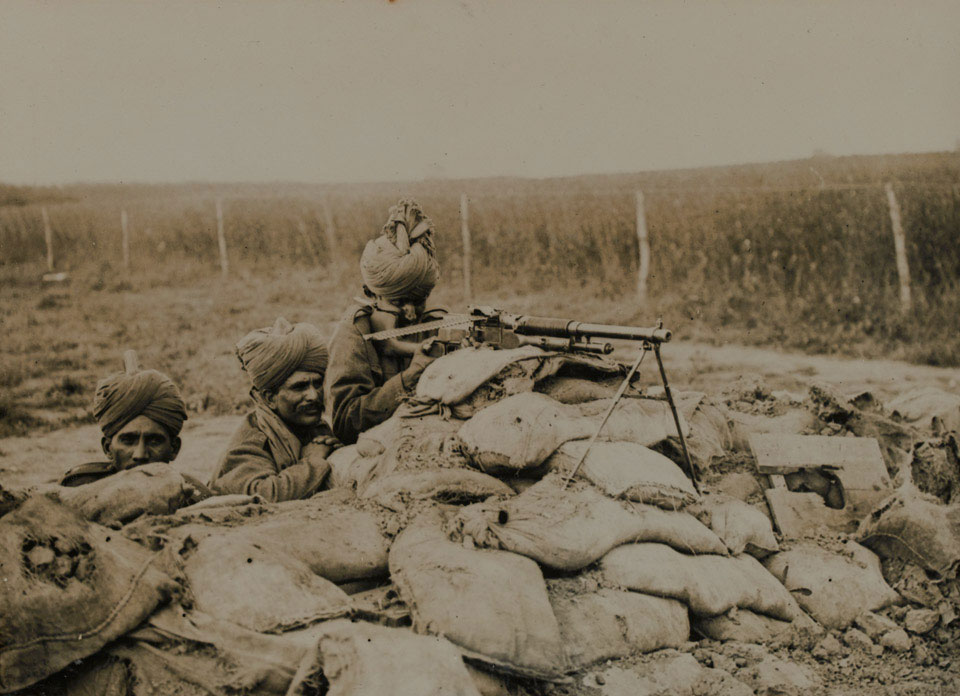
Mitraglieri del 2nd Queen Victoria's Own Rajput Light Infantry in azione con una Hotchkiss Mle 1909 nelle Fiandre, inverno 1914–1915